# Jean Bachelé
Pas d'image ? Cliquez ici

a Compétitions nationales et continentales officielles uniquement.

Jean Bachelé, né le 3 juin 1932 à Dax et mort le 6 mars 2015 dans la même ville, est un joueur français de rugby à XV qui évolue au poste de pilier. Il effectue l'intégralité de sa carrière au sein de l'effectif du club français de l'US Dax.

## Biographie
Né le 3 juin 1932 à Dax, Jean Bachelé fait partie, aux côtés d'André Berilhe et de Léon Berho, de la première ligne dacquoise des « Trois B ». S'il remporte deux fois le challenge Yves du Manoir, son palmarès reste vierge de tout Bouclier de Brennus, disputant deux finales avec l'US Dax en 1956 et 1961.
À l'issue de cette carrière de joueur, « Nono » reste intégré au sein de la famille de l'US Dax et se reconvertit au poste d'entraîneur, tout d'abord en tant qu'éducateur pour l'école de rugby du club, puis en tant qu'entraîneur de l'équipe fanion en tandem avec Claude Dufau, pendant la saison 1978-1979,. Alors à la tête des équipes en catégorie junior, il est sacré plusieurs fois champion de France, particulièrement avec les cadets.
Il meurt dans la nuit du 5 au 6 mars 2015,.

## Palmarès
- Championnat de France de première division :
  - Vice-champion (2) : 1956 et 1961.
- Challenge Yves du Manoir :
  - Vainqueur (2) : 1957 et 1959.